# Sean Smith
Sean Smith García (Madrid, 9 dicembre 1995) è un cestista spagnolo.
Suo padre Mike Smith è stato protagonista in Liga ACB negli anni '80 e '90.

## Palmarès
- Basketball Champions League: 1

Canarias: 2021-22
- Coppa di Bulgaria: 1

Chernomorets: 2024